# ستين ايكبرج
ستين ايكبرج (بالسويدية: Sten Ekberg)‏ هو منافس ألعاب قوى سويدي، ولد في 25 ديسمبر 1964 في تيبي ‏ في السويد.

## وصلات خارجية
- ستين ايكبرج على موقع الاتحاد الدولي لألعاب القوى (الإنجليزية)
- ستين ايكبرج على موقع اللجنة الأولمبية الدولية (الإنجليزية)
- ستين ايكبرج على موقع أوليمبيديا (الإنجليزية)
- ستين ايكبرج على موقع اللجنة الأولمبية السويدية (السويدية)